# Csaba Könczei
Csaba Könczei (n. 22 februarie 1966, Covasna, România) este un deputat român, ales în 2020 și în 2024 din partea UDMR. 